# 이바이르 아파레시두 파울리누
이바이르 아파레시두 파울리누 (1965년 2월 21일 ~ )는 브라질의 전 축구 선수이다.

## 통계
| 브라질 | 브라질 | 브라질 |
| 연도   | 출전   | 골     |
| ------ | ------ | ------ |
| 1992   | 2      | 0      |
| 1993   | 7      | 2      |
| 합계   | 9      | 2      |